# Apristurus kampae
Espèce
Répartition géographique
Statut de conservation UICN

 DD  : Données insuffisantes
Apristurus kampae est un requin nommé en français Holbiche tapir.

## Référence
Taylor, L. R., Jr. 1972. Apristurus kampae, a new species of scyliorhinid shark from the eastern Pacific Ocean. Copeia 1972 (no. 1): 71-78.